# Luz (Santa Cruz da Graciosa)
Luz é uma freguesia portuguesa do município de Santa Cruz da Graciosa, na Região Autónoma dos Açores,  com 11,70 km² de área e 631 habitantes (censo de 2021). A sua densidade populacional é 53,9 hab./km².
A freguesia, conhecida localmente pelo nome de Sul, ocupa o extremo sudoeste da ilha Graciosa, estendendo-se pelo largo vale entre a Serra Dormida e a Caldeira da Graciosa e pela costa sul da ilha desde a Ponta Branca (no extremo da Serra Branca) para além da Ponta do Carapacho até à Ponta do Engrade. 
Pertence a esta freguesia a localidade do Carapacho, conhecido pelas suas termas e estância balnear.

## História e estrutura urbana
A freguesia da Luz está instalada ao longo do vale que pelo noroeste separa o maciço da Caldeira do resto da ilha Graciosa. Aquele mesmo vale é percorrido por uma poderosa escoada de lavas basálticas recentes, originadas pelas erupções do Pico Timão, que produziram um solo de biscoito muito rochoso, na realidade um rególito grosseiro, pouco próprio para a agricultura.
Em consequência, a área foi ocupada relativamente tarde na história da colonização da ilha, com excepção do litoral junto ao Carapacho, região onde se terão instalado os primeiros colonos e terá mesmo existido a primitiva casa da alfândega, apenas para se mudarem mais tarde para os mais férteis plainos do nordeste e centro da ilha. O crescimento da população foi lento, apenas ganhando fôlego quando a zona de biscoito foi plantada de vinhedos e quando o vinho e a aguardente se valorizaram como produto de exportação da ilha, a par da cevada e do trigo, nos séculos XVIII e XIX.
A relativa pobreza dos solos foi em parte compensada pelo recurso à pesca, aproveitando-se o litoral da freguesia, virado a sul e relativamente abrigado, onde desde cedo o Porto da Folga se afirmou como um dos principais centros pesqueiros da ilha.
Inicialmente constituída como um curato da vila da Praia, a cujo concelho pertencia, a paróquia de Nossa Senhora da Luz foi criada em 1601, por iniciativa do bispo D. Jerónimo Teixeira Cabral, por desagregação da parte sul do antigo concelho da Vila da Praia, a que pertenceu até à sua extinção em 1867, e sua autonomização em relação à freguesia de São Mateus, de cuja paróquia até ali dependera.
A freguesia é constituída pelos seguintes localidades e lugares:
- Luz, onde se situa o centro da freguesia, com a igreja paroquial, a Igreja de Nossa Senhora da Luz, a escola primária e os principais equipamentos sociais. O lugar tem a sua irmandade do Divino Espírito Santo, sendo o seu império um dos mais imponentes da ilha. São lugares adjacentes à localidade da Luz, os lugares de Limeira, Pedreiras, Canada das Xixaras, Beco, Ribeira e Caminho de Cima.
- Carapacho, com os lugares adjacentes do Alto do Sul e Abaixo do Fragoso, sita no litoral do extremo sul da ilha, é hoje essencialmente uma zona de veraneio assente nas Termas do Carapacho e nas piscinas naturais anexas. O lugar teve escola primária própria, encerrada na década de 1990, e é servido pela Ermida de Nossa Senhora de Lurdes, construída em 1896, por iniciativa dos forasteiros, principalmente oriundos da ilha Terceira que estanciavam a banhos na localidade.
- Folga, uma pequena localidade piscatória, que vivia à volta do Porto da Folga e de vinhedos que até ao surgimento das modernas instalações portuárias da Vila da Praia foi o principal porto de pesca da ilha. Ainda tem um conjunto de instalações industriais ligadas à pesca e múltiplas pequenas adegas, testemunho da importância que a viticultura teve naquela área. Tem a Ermida de Santo António, construída nos finais do século XIX, à qual se acede por uma alta escadaria. O Porto da Folga foi muito utilizado como porto alternativo para carga e passageiros quando o estado do mar impedia a utilização do Porto da Praia e dos portos de Santa Cruz, muito expostos a norte. A sua importância portuária no século XIX levou à construção de um ramal da antiga estrada real até à Folga.
- Pedras Brancas, com os lugares adjacentes de Tanque da Luz, Canada dos Amarelos, Rebentão da Luz e Canada Longa , um lugar dividido entre as freguesias da Luz e de São Mateus, de razoáveis terras agrícolas, que se tornou conhecido pela homónima série televisiva. O lugar faz parte do hinterland da Vila da Praia, estando mais polarizado sobre aquela freguesia, principalmente sobre a localidade de Fonte do Mato, do que sobre a Luz. Teve até 2006 escola primária própria, sita no limite da freguesia e servindo também alunos da freguesia de São Mateus, e o seu império do Divino Espírito Santo, o Império do Divino Espírito Santo das Pedras Brancas.
- Fajã da Beira Mar, mais comummente conhecida como Beira Mar da Luz é um lugar atualmente desabitado e zona de veraneio, sobranceiro à Serra Branca possui uma baía de apreciáveis dimensões e casas cuja construção em pedra lhe dão um aspecto muito próprio. Em tempos idos este lugar produziu vinho de grande qualidade, principalmente verdelho. Actualmente e devido à partida da população mais jovem à procura de melhores condições de vida, a produção de vinho decaiu grandemente.
- Fajã, é um pequeno lugar, situado na Serra Branca, atualmente desabitado, sendo zona de veraneio.

A actual igreja paroquial de Nossa Senhora da Luz foi benzida a 6 de Janeiro de 1738, tendo sido construída para substituir a primitiva igreja, de inícios do século XVII, que fora destruída pela crise sísmica de 1717 e pelo terramoto de 13 de Junho de 1730. Sendo aquela zona da ilha sujeita a sismicidade violenta, a igreja foi por diversas vezes reparada, a última da quais depois do terramoto de 1980, que afectou severamente a freguesia.
O desenvolvimento da freguesia, devido à sua dependência em relação à vinha, sofreu muito com o aparecimento em meados do século XIX do Oidium tuckeri e depois da filoxera. A destruição das vinhas que se seguiu, ainda patente nos restos abandonados e hoje cobertos de mato das curraletas onde foi cultivada, levou a um enorme surto de pobreza na freguesia, onde a fome chegou a matar pessoas, e ao êxodo, primeiro para a ilha Terceira e depois para o Brasil e para os Estados Unidos.
A freguesia sofreu diversas crises sísmicas ao longo da sua história e foi fortemente atingida pelo terramoto de 1980, sismo que provocou a destruição de boa parte do seu parque habitacional, em particular na localidade do Carapacho e no lugar da Folga.
Apesar da destruição causada pelo terramoto de 1980, a freguesia mantém casas de arquitectura típica, marcada pelas janelas de guilhotina de dois panos e portas com uma barra decorativa, muitas vezes encimada por um rebordo com uma decoração superior triangular ou ondeada, e pelas enormes chaminés de mãos-postas, no modelo típico da ilha Graciosa, com uma das paredes direitas, janela lateral sobre o lar e abertura rectangular encimada por telha.

## Economia e instituições
Com uma população muito envelhecida, a freguesia da Luz é ainda essencialmente uma freguesia dedicada à agricultura, hoje quase reduzida à bovinicultura e à produção de pastagens e milheirais para consumo animal.
A produção de vinho é residual, já que hoje quase toda a produção vitícola se centra nas zonas aplanadas do norte da ilha. Ainda assim a freguesia mantém alguma produção de vinho de cheiro, da casta Isabella, algum do qual é transformado em aguardente.
A pesca continua a ter uma importância relativa, embora a utilização do Porto da Folga tenha vindo a decair rapidamente face à oferta de modernas instalações portuárias no Porto da Praia.
A melhoria do edificio das Termas do Carapacho e o esperado crescimento da actividade turística face aos investimentos em curso naquele estabelecimento, que incluiu a feitura de novos furos para captação de águas termais, parece indiciar que o futuro da freguesia passa pelo turismo.
As águas termais do Carapacho, que eram conhecidas por águas novas brotavam naturalmente por uma fenda da rocha abaixo do nível da preia-mar, na base da alta falésia da Restinga, frente ao ilhéu da Gaivota. A sua localização fazia com que fossem apenas acessíveis na maré baixa, tendo despertado algum interesse logo aquando da colonização, sendo citadas pelo historiador António Cordeiro, mas caindo em esquecimento.
O crescimento do interesse pelo termalismo, particularmente a partir da década de 1750, e o surgimento da hidrologia médica nos princípios do século XIX levaram à redescoberta das águas. A partir da década de 1810 passou a ser utilizada regularmente, tendo-se feito no local uma escavação, abrindo-se a fenda por onde a água jorrava e criando-se uma barreira para impedir a entrada da água do mar na maré cheia. A estrutura então criada está agora debaixo do edifício das termas, sendo acessível por uma escada interna.
Depois de muitas dificuldades, causadas pela falta de recursos da Câmara da Vila da Praia, proprietária do local, e depois da sua sucessora a Câmara de Santa Cruz da Graciosa, o local foi entregue à Junta Geral do Distrito Autónomo de Angra do Heroísmo, que ali mandou construir o actual edifício termal. O imóvel inicial foi construído entre 1947 e 1951, mantendo-se sempre em funcionamento as antigas termas. Hoje sob a tutela governamental a exploração das termas foi adjudicada a uma empresa privada, tendo tido um importante ressurgimento nos últimos anos.

## Demografia
A baixa fertilidade dos solos de biscoito da freguesia da Luz levaram a que o seu povoamento fosse lento, apenas ganhando expressão com a expansão do cultivo da vinha, particularmente a partir de 1776, quando os vinhos e aguardentes açorianos passaram a poder ser livremente exportados para o Brasil e paras a colónias portuguesas de África e Ásia. A população cresceu então substancialmente e datam dessa época as melhores casas da freguesia. Esta dependência do vinho viria a revelar-se fatal: a grande crise do oídio e da filoxera causou a penúria na freguesia, levando à fome muitas famílias e provocando a saída de muitos luzenses para outras ilhas e para fora dos Açores. A partir daí a população estabilizou, embora a freguesia fosse conhecida pela sua pobreza, para apenas declinar rapidamente na segunda metade do século XX, resultado da pobreza que se mantinha sem perspectivas de abrandamento e da consequente emigração para os Estados Unidos.
A população registada nos censos foi:
| Distribuição da População por Grupos Etários | Distribuição da População por Grupos Etários | Distribuição da População por Grupos Etários | Distribuição da População por Grupos Etários | Distribuição da População por Grupos Etários |
| -------------------------------------------- | -------------------------------------------- | -------------------------------------------- | -------------------------------------------- | -------------------------------------------- |
| Ano                                          | 0-14 Anos                                    | 15-24 Anos                                   | 25-64 Anos                                   | > 65 Anos                                    |
| 2001                                         | 112                                          | 110                                          | 327                                          | 186                                          |
| 2011                                         | 106                                          | 86                                           | 359                                          | 132                                          |
| 2021                                         | 92                                           | 67                                           | 346                                          | 126                                          |

- Fonte: DREPA (Aspectos demográficos - Açores 1978) e Serviço Regional de Estatística dos Açores (SREA).

## Associações culturais, recreativas e desportivas com sede na freguesia
- Açor Sport Clube
- Associação Cultural "A Semente"
- Associação Cultural, Desportiva e Recreativa da Graciosa
- Associação Graciosense de Solidariedade Social
- Associação Amigos dos Animais da Ilha Graciosa
- Agrupamento de Escuteiros 926 de Nossa Senhora da Luz
- Casa do Povo da Luz
- Centro Social e Paroquial de Nossa Senhora da Luz
- Filarmónica União Popular Luzense
- Grupo Coral de Nossa Senhora da Luz
- Grupo Desportivo Luzense
- Moto Club da Ilha Graciosa

## Património edificado
Arquitetura religiosa:
- Igreja de Nossa Senhora da Luz (Luz)
- Ermida de Nossa Senhora de Lurdes (Carapacho)
- Ermida de Santo António (Folga)
- Império do Espírito Santo da Luz (Luz)
- Império do Divino Espírito Santo das Pedras Brancas (Pedras Brancas)

Arquitetura popular:
- Moinho a montante de Junta de Freguesia (Luz)
- Moinho da Canada da Cisterna I (Luz)
- Moinho da Canada da Cisterna II (Luz)
- Moinho da Canada das Xixaras (Luz)
- Moinho da Canada de Trás (Luz)
- Moinho da Canada dos Padres (Luz)
- Moinho da Rua Fontes Pereira de Melo  (Luz)
- Moinho do Caminho de Cima (Luz)
- Moinho do  Pedregulho (Luz)

Arquitetura civil:
- Farol do Carapacho (Carapacho)
- Termas do Carapacho (Carapacho)

“Arquitetura da água” graciosense:
- Aqueduto da Canada das Xixaras (Luz)
- Lavadouro da Rua Fontes Pereira de Melo (Luz)
- Lavadouro da Rua 6 de Janeiro (Luz)
- Chafariz da Rua Fontes Pereira de Melo (Luz)
- Chafariz da Rua Doutor José Conde (Luz)
- Chafariz da Rua 6 de Janeiro (Luz)
- Chafariz do Caminho de Cima (Luz)
- Chafariz e Bebedouro do Carapacho (Carapacho)
- Tanque da Rua da Igreja (Luz)
- Tanque do Carapacho (Carapacho)
- Tanque, Lavadouros, Chafariz e Bebedouro do Caminho do Tanque da Luz (Pedras Brancas)

## Património natural
- Caldeira da Graciosa
- Furna do Abel
- Furna do Moinho
- Galeria do Forninho
- Gruta de São José
- Ilhéu da Gaivota
- Ilhéu de Baixo
- Ilhéu do Navio
- Pico Timão
- Serra Branca
- Serra Dormida